# Абдрахманов, Альберт Хаевич
Абдрахманов Альберт Хаевич (род. 1941) — лауреат Государственной премии СССР (1987), заместитель генерального директора Казанского производственного объединения вычислительных систем (1987—1994)

## Биография
Родился 20 июля в 1941 году.
В 1969 году окончил Казанский авиационный институт.
С 1965 по 1970 года работал в Казанском объединённом авиаотряде. Далее с 1970 по 1994 год работал в Казанском производственном объединении вычислительных систем, где прошёл путь от инженера до заместителя генерального директора. 1994—1995 гг.: директор Центрального торгового дома, а с 1995 по 1997 года заведовал управлением технической политики Департамента промышленности государственного комитета Республики Татарстан по управлению государственным имуществом.
С 1998 — в Совете Министров Республики Татарстан.
С 1998 по 2004 год — начальник сводного отдела экономического анализа отраслей народного хозяйства Министерства экономики и промышленности РТ.
Руководитель разработки и внедрения в производство тестового обеспечения и операционных систем для ЗВМ Единой Системы (ЕС-1030, ЕС-1033, ЕС-1045, ЕС-1046, ЕС-1007, процессора телеобработки данных ПТД-5). Один из основных инициаторов организации ОАО «ICL-КПО ВС». «Почётный радист»(1987), Заслуженный машиностроитель РТ(2001), Почётная грамота РТ(1992), 3 медали СССР/РФ, 4 медали ВДНХ.
Государственная премия СССР присуждена за создание и внедрение операционных систем Единой системы ЭВМ.

## Награды
- Государственная премия СССР (1987)